# MS Nysa
MS Nysa – polski drobnicowiec pierwszy z serii typu B-51, zbudowany w Stoczni Gdańskiej na podstawie planów włoskiej stoczni Ansaldo z Genui. Należał do PŻM i używany był do prowadzenia tzw. żeglugi małej. Jego matką chrzestną była przodowniczka pracy Anna Walentynowicz.
Zatonął 10 stycznia 1965 roku wraz z całą 18-osobową załogą u wybrzeży Norwegii. Wiał wówczas wiatr o sile 10 stopni w skali Beauforta (bardzo silny sztorm), a fale sięgały do 12,5 metra wysokości. MS „Nysa” płynął ze szkockiego portu Leith do Oslo z ładunkiem 650 ton złomu w postaci pociętych szyn kolejowych. Kapitanem statku był Gustaw Gomułka.
W dniu katastrofy o 22.33, około 20 mil morskich na południe od Eger, norweski statek „Berby” zauważył jednostkę nadającą sygnały świetlne SOS, które wkrótce zanikły. Gdy o 22.50 Norwegowie dotarli na miejsce, niczego nie znaleźli. „Nysa” była jedynym statkiem, który wtedy zaginął. 11 stycznia znaleziono resztki szalupy „Nysy”, w następnych dniach m.in. koła ratunkowe i fragmenty kadłuba (drzwi), a w dniach od 14 stycznia do 16 stycznia morze wyrzuciło na wybrzeże Norwegii kolejno zwłoki 7 marynarzy.
Niemal pewnym powodem zatonięcia statku było przemieszczenie się źle umocowanego ładunku na skutek silnych przechyłów podczas sztormu. Inne możliwości w praktyce wykluczono poza mało prawdopodobnym zalaniem statku wodą wskutek zerwania pokryw lukowych. Ustalono, że kapitan statku nie zażądał w Leith należytej ilości drewna sztauerskiego, prawdopodobnie z powodu ciągłych nacisków armatora, aby niczego nie nabywać w obcych portach za zachodnioeuropejskie waluty. W rzeczywistości drewno sztauerskie miał obowiązek dostarczyć spedytor, ale nieznający obcych języków kapitan prawdopodobnie nie zrozumiał odpowiedniego zapisu umowy frachtu. Ostatecznie zgodnie z orzeczeniem Izby Morskiej, oficjalnej przyczyny katastrofy nie ustalono. Izba zwróciła jedynie uwagę, by nie powierzać jednocześnie stanowisk kapitana i I oficera dwóm nowo awansowanym oficerom (taka sytuacja miała miejsce na „Nysie”).
Rodziny zmarłych marynarzy zamierzały się odwołać od orzeczenia i żądać ustalenia, że winę za wypadek ponosił po części armator, obsadzając statek oficerami o niedostatecznych kwalifikacjach (kapitan nie miał ukończonej żadnej szkoły morskiej i był kapitanem żeglugi małej z tzw. awansu społecznego, o jedynie podstawowym wykształceniu, I oficer, odpowiedzialny za załadunek, również niedawno awansowany, przed zatrudnieniem na „Nysie” został zmustrowany z innego statku na żądanie jego kapitana, który negatywnie ocenił umiejętności zawodowe oficera). Ostatecznie odwołania nie zostały wniesione, gdyż uzasadnienie orzeczenia było sporządzane przez prawie rok, a w tym czasie Służba Bezpieczeństwa naciskała na rodziny marynarzy, aby zrezygnowały z odwoływania się, gdyż okoliczności zatonięcia „Nysy” kompromitowały komunistyczny system zatrudniania marynarzy i kierowania przedsiębiorstwem żeglugowym. Okazało się to skuteczne i ostatecznie żadna z rodzin zmarłych nie odwołała się od orzeczenia.
Po wielu latach ujawniono znaleziony rzekomo w butelce list napisany przez jednego z marynarzy podczas zatonięcia „Nysy”. Wznowiono postępowanie przed Izbą Morską i w wyniku badań próbek pisma wszystkich członków załogi statku, które zachowały się w dokumentach armatora, ustalono, że list był sfałszowany.